# Joseph Servella
Joseph Eugène Servella (* 23. April 1896 in Castagniers; † 25. Januar 1980 in Castagniers) war ein französischer Crossläufer.
Bei den Olympischen Spielen 1920 in Antwerpen kam er auf den 21. Platz und wurde mit der französischen Mannschaft Fünfter.